# قايدو غوميز
قايدو غوميز (بالإيطالية: Guido Gómez)‏ (19 مايو 1994 في إيطاليا - ) هو لاعب كرة قدم إيطالي في مركز الهجوم. شارك مع منتخب إيطاليا تحت 20 سنة لكرة القدم. أما مع النوادي، فقد لعب مع نادي برو فيرتشيلي ونادي ساسولو وAC Cuneo 1905 ‏ ويوفي ستابيا.

## وصلات خارجية
- قايدو غوميز على موقع قاعدة بيانات كرة القدم.إي يو (الإنجليزية)
- قايدو غوميز على موقع Soccerway.com (الإنجليزية)